# Oldbury on the Hill
Oldbury on the Hill är en by i civil parish Didmarton, i distriktet Cotswold, i grevskapet Gloucestershire, i England. Byn är belägen 18 km från Stroud. Oldbury on the Hill var en civil parish fram till 1883 när blev den en del av Didmarton. Civil parish hade 386 invånare år 1881. Byn nämndes i Domedagsboken (Domesday Book) år 1086, och kallades då Aldeberie.